# Halichoeres solorensis
Halichoeres solorensis (Bleeker, 1853) è un pesce di acqua salata appartenente alla famiglia Labridae.

## Distribuzione e habitat
Proviene dalle barriere coralline dell'ovest dell'oceano Pacifico. Nuota tra i 8 e i 15 m di profondità sia nelle zone con fondale sabbioso che soprattutto nelle barriere costiere, in particolare su coralli ramificati.

## Descrizione
Presenta un corpo compresso lateralmente, allungato e di forma quasi ovale; la testa ha il profilo appuntito. Gli occhi sono di medie dimensioni. La lunghezza massima registrata è di 18 cm. Questa specie è facilmente riconoscibile rispetto agli altri Halichoeres proprio a causa della colorazione, prevalentemente giallastra sulla testa, dove sono presenti delle striature arancioni tendenti al rosso, e verde o grigia sul resto del corpo.
Un'altra differenza consiste nel dimorfismo sessuale non particolarmente evidente, come non sono evidenti quindi le differenze tra giovani e adulti, che si manifestano soltanto nelle dimensioni e nella colorazione delle pinne. La pinna anale e la pinna dorsale sono basse e lunghe; nei primi raggi della seconda è presente una macchia nera con il bordo giallo. Nei giovani queste due pinne sono grigie, e al centro della pinna dorsale è presente un'altra macchia chiara, mentre negli adulti sono verdi striate di rosso. La pinna caudale ha il margine arrotondato. È giallastra e presenta una macchia nera al confine col peduncolo caudale nei giovani, mentre è verde e rossa negli adulti.

## Biologia

### Comportamento
È una specie che nuota in piccoli gruppi, composti soprattutto da esemplari femminili.

### Alimentazione
La sua dieta è composta soprattutto da piccoli invertebrati acquatici.

## Conservazione
Questa specie viene classificata come "a rischio minimo" (LC) dalla lista rossa IUCN perché viene catturata per essere allevata in acquario molto raramente ed è diffusa in alcune aree marine protette.